# Ignacio Omulryan y Rourera (obraz Goi)

Rada Kompanii Filipin, Goya, 1815. Ignacio Omulryan siedzi po lewej stronie przewodniczącego zebraniu króla.

Ignacio Omulryan y Rourera (hiszp. Don Ignacio Omulryan Rourera) – obraz olejny hiszpańskiego malarza Francisca Goi (1746–1828). Portret przedstawiający polityka Ignacia Omulryana Rourerę znajduje się w zbiorach Nelson-Atkins Museum of Art w Kansas City.

## Okoliczności powstania
Ignacio Omulryan y Rourera był wiceprzewodniczącym Królewskiej Kompanii Filipin. Prawdopodobnie razem z José Luisem Munárrizem zlecił Goi namalowanie wielkoformatowego obrazu Rada Kompanii Filipin przedstawiającego zebranie z 30 marca 1815. Goya w tym samym roku sportretował José Munárriza, nowego dyrektora kompanii i Miguela de Lardizábala, jej przewodniczącego.

## Opis obrazu
Indywidualny portret Omulryana jest bardzo podobny do jego wizerunku ze zbiorowego portretu Rady Kompanii Filipin, na którym siedzi po lewej stronie przewodniczącego zebraniu króla. Goya przedstawił go w półpostaci, w pozycji siedzącej, lekko obróconego. Na obu obrazach ma podobny strój – czarny płaszcz z czerwonym kołnierzem i mankietami oraz białą koszulę. Na kaftanie widoczne są eleganckie hafty wykonane srebrną nicią oraz odznaczenia: Wielki Krzyż Orderu Izabeli Katolickiej i Orderu Karola III. Omulryan był już człowiekiem w podeszłym wieku, co widać na jego rysach twarzy z zapadniętymi oczami. Jego wyraz jest poważny i zamyślony, spojrzenie zagubione w oddali, jakby rozczarowane. Jego lewa ręka jest ukryta w płaszczu, w typowym geście na portretach, podczas gdy prawa ręka trzyma książkę lub dokument. Postać Omulryana jest raczej drobna, szczupła i nieco wydłużona, przez co uwagę widza przykuwa neutralne, szare tło. Goya namalował go ze współczuciem i wrażliwością dla dolegliwości starszej osoby, być może dlatego, że sam zbliżał się do podeszłego wieku i doświadczył różnych chorób.
Na trzymanym przez Omulryana dokumencie widnieje inskrypcja: YLmo Sor Dn Ygnacio / Omulryan y Rourera Mino / del Consejo y Camara de / Yndias / Por Goya, 1815 (Jaśnie Oświecony Pan Ygnacio Omulryan y Rourera Minister Rady Indii. Goya, 1815).

## Proweniencja
Obraz znajdował się w kolekcji prywatnej w Madrycie do 1925. W 1930 zakupił go Harold Woodbury Parsons dla Nelson-Atkins Museum of Art.